# Łowicz
Łowicz je mesto v Lodzskem vojvodstvu (Poljska).
Trenutno ima mesto 31.000 prebivalcev (po oceni z dne 2005). Mestna površina obsega 24 km².